# Brasil Vôlei Clube
Le Brasil Vôlei Clube est un club de volley-ball brésilien basé à Campinas, et qui évolue au plus haut niveau national (Superliga). Le club a pris la relève de l'Esporte Clube Banespa, club disparu en 2009.

## Sponsors
- 2010-2013 : Medley/Campinas (entreprise pharmaceutique)
- 2013-2017 : Vôlei Brasil Kirin (entreprise brassicole)
- 2017- : Vôlei Renata (marque de l'entreprise agro-alimentaire Selmi)

## Entraîneurs
- 2010-2012 :  Carlos Eduardo Bizzocchi
- 2012-2013 :  Marcos Pacheco
- 2013-2014 :  Fabiano Preturlon
- 2014-2016 :  Alexandre Stanzioni
- 2016- :  Horacio Dileo

## Palmarès
- Coupe de Sao Paulo :
  - Vainqueur : 2014, 2019